# امتزاج سوماتیکی

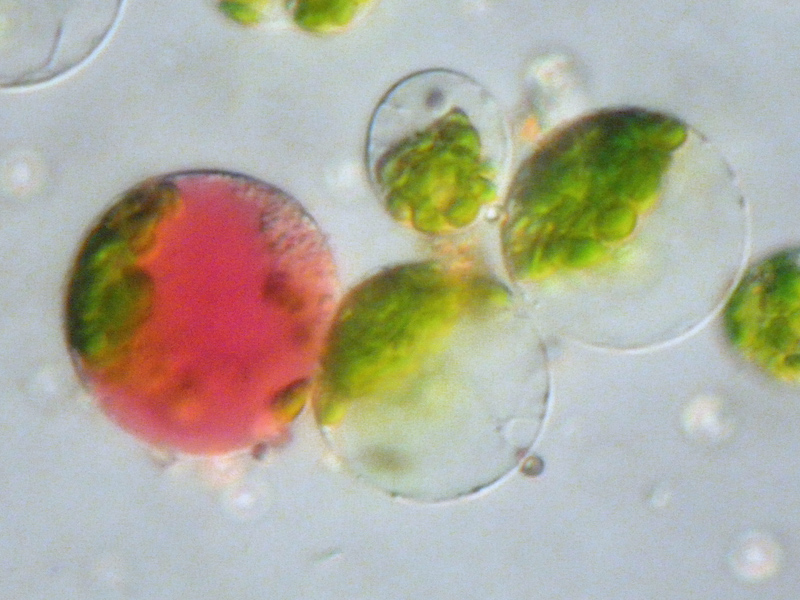
امتزاج سوماتیکی

امتزاج سوماتیکی (به انگلیسی Somatic fusion)که به آن امتزاج پروتوپلاست (Protoplast fusion) نیز گفته می‌شود، نوعی اصلاح ژنتیکی در گیاهان است.
در امتزاج سوماتیکی دو گونه گیاهی مشخص را با یکدیگر ملحق کرده و یک گیاه هیبرید با مشخصات هر دو گیاه پدیدمی‌آورند. به این گیاه، هیبرید سوماتیکی (somatic hybrid) گفته می‌شود.
هیبریدها بین واریته‌های یک گونه (به عنوان مثال بین سیب زمینی بدون گل و سیب زمینی گلدار) و همچنین بین گونه‌های مختلف (همچون تولید گیاه Triticale که از الحاق دو گیاه Triticum و Secale بدست آمده) انجام گرفته‌است. هیبریداسیون سوماتیک اولین بار توسط کارلسون(Carlson)معرفی شد.
فرایند امتزاج سوماتیکی در سلولهای گیاهی:
امتزاج سوماتیکی در ۴ مرحله انجام می‌شود:
1. ابتدا دیواره سلولی از هر دو نوع سلول گیاهی که می‌خواهیم با هم الحاقشان کنیم، باید حذف گردد. این کار با استفاده از آنزیم سلولاز (cellulase) انجام می‌شود. با استفاده از این آنزیم، سلول سوماتیکی به نام پروتوپلاست (سلول گیاهی فاقد دیواره) ایجاد می‌شود.
2. سپس سلول‌ها با استفاده از شوک الکتریکی (الکتروفیوژن) یا تیمار شیمیایی با یکدیگر متصل و هسته آنها با هم امتزاج می‌یابد. به هسته‌های ترکیب شده این دو سلول، هتروکاریون(heterokaryon) گفته می‌شود.
3. سپس با استفاده از هورمون‌ها، ساخت مجدد دیواره در سلول‌های هیبرید سوماتیکی القاء می‌شود.
4. در مرحله بعد سلول‌ها به صورت کالوس رشد کرده و به گیاهچه (plantlets) و در نهایت گیاه بالغ تبدیل می‌شوند. به این گیاه بالغ هیبرید سوماتیک گفته می‌شود.

### کاربرد در سلولهای حیوانی
سلولهای سوماتیک حیوانات مختلف نیز می‌توانند با یکدیگر امتزاج یافته و سلول‌های هیبرید را پدیدآورند. سلول‌های هیبرید در موارد مختلفی از جمله مطالعه چگونگی کنترل تقسیم سلولی و بیان ژن، بررسی ترنسفورماسیون‌های بدخیم، نقشه‌برداری ژنی و کروموزومی و همچنین تولید آنتی‌بادیهای مونوکلونال کاربرد دارد.